# Препинателни знаци
Препинателните (пунктуационните) знаци, наречени още знаците на/от/за пунктуацията, са особен вид писмени знакове, част от графичната система на всеки език. Те са графично средство за отразяване на синтактичното и интонационно-смисловото разчленяване на устната реч (говоримия език) при нейното писмено представяне. Основните препинателни знаци в българската писмена система са десет: точка (.), запетая (,), въпросителна (?), удивителна (!), многоточие (…), точка и запетая (;), двоеточие (:), тирета – два вида: дълга чертица (–) и дефис (-), кавички („…”) и скоби – главно кръгли скоби (), но има и квадратни ([ ]), фигурни (къдрави) ({ }), ъглести (< >). По-рядко се използват и ред други знаци, несвързани пряко с разчленяването на устната реч.
Важно е да се знае и да се има предвид (както при писане, така и при проверка, контрол и оценка на написаното), че съществуват както абсолютно задължителни, достатъчно ясно и строго дефинирани правила за употреба на препинателните знаци, така и условия, предпоставки и възможности за избор, отразяващи идеята на автора (на пишещия) за смисъла, съдържанието и за интонационното членение на текста. Успешна творческа употреба на препинателните знаци е възможна само върху основата на пълно овладяване и строго спазване на задължителните пунктуационни правила.